# Lewis Allan
Lewis Allan (* 25. Oktober 1996 in Melrose) ist ein schottischer Fußballspieler.

## Karriere
Lewis Allan wurde im Jahr 1996 in der schottischen Kleinstadt Melrose in den Scottish Borders geboren. Rund fünf Kilometer nordöstlich von Melrose begann Allan bei den Earlston Rhymers mit dem Fußballspielen. Im Jahr 2006 wechselte er in die Jugendakademie von Hibernian Edinburgh. Für den Hauptstadtverein spielte er bis zum Jahr 2014 in den jeweiligen Jugendmannschaften. Für den damaligen schottischen Zweitligisten gab er am 6. Dezember 2014 sein Debüt als Profi gegen den FC Falkirk, als er für Jason Cummings eingewechselt wurde. Nachdem er im weiteren Verlauf der Saison für die Hibs nicht zum Einsatz gekommen war, wurde Allan für vier Monate an den Drittligisten Dunfermline Athletic verliehen. Zu Beginn der neuen Saison verliehen ihn die Hibs für ein halbes Jahr an Forfar Athletic. Von August 2016 bis Januar 2017 folgte eine weitere Leihe zum FC Livingston. Nachdem er zuvor dreimal an einen jeweiligen Drittligisten verliehen worden war, wurde Allan zwischen Januar 2017 und Juni 2018 an den Viertligisten Edinburgh City verliehen. In der Sommerpause 2018 kehrte er zurück zu den Hibs. Am 1. September 2018 absolvierte Allan sein erstes Spiel in der höchsten schottischen Liga.